# Клод Шапп
Клод Шапп (фр. Claude Chappe, фр. вимова: [klod ʃap]; 25 грудня 1763 — 23 січня 1805) — французький механік, винахідник оптичного телеграфу. У 1792 році продемонстрував його практичну систему, яка згодом охопила всю Францію.

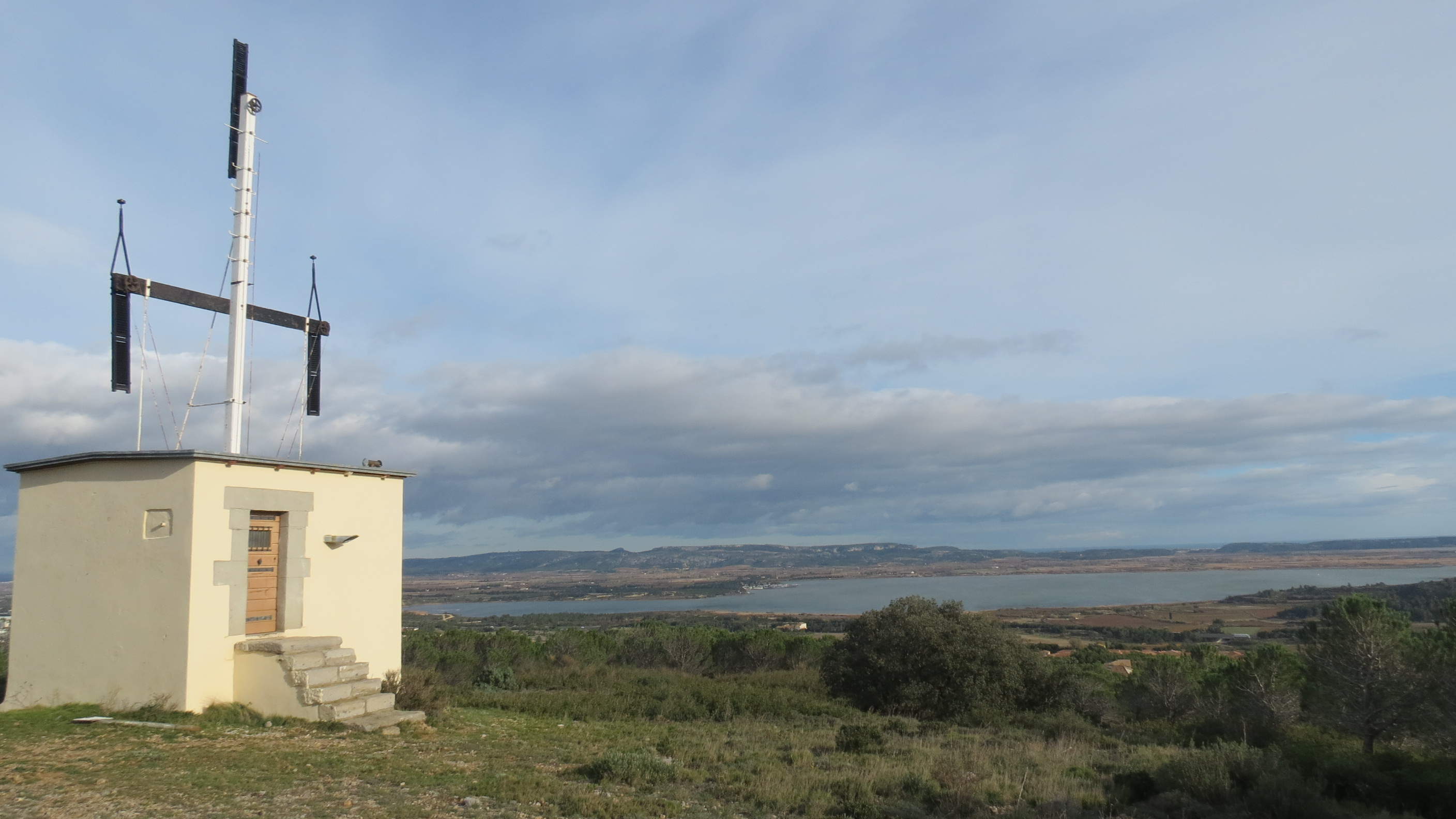
Один із прикладів вежі телеграфу Шаппа в Нарбонні, на півдні Франції.

Його система складалася з ряду веж, кожна з яких була в межах прямої видимості інших та підтримувала дерев’яну щоглу з двома поперечинами на шарнірах, які можна було розмістити в різних положеннях. Оператор у вежі переміщував поперечини у послідовність позицій, вимовляючи текстові повідомлення семафорним кодом. Оператор на наступній вежі читав повідомлення через телескоп, після чого передав його далі, на наступну вежу. Це була перша практична телекомунікаційна система індустріальної ери, яка використовувалася до 1850-х років, коли її замінили системи електричного телеграфу.